# Tabacalera (Gijón)
La Tabacalera es un futuro centro sociocultural y edificio histórico en el barrio de Cimadevilla, Gijón (Asturias, España). Originado como convento de las Agustinas Recoletas en 1668, fue desamortizado y convertido en Fábrica de Tabacos en 1843 hasta su cierre en 2002. Tras un periodo de investigaciones arqueológicas y de una rehabilitación integral, el edificio planea abrir completamente en 2027 como pinacoteca, centro expositivo, cultural y de ocio bajo el nombre de Tabacalera, Espacio de Cultura Contemporánea (TECC).

## Ubicación
La Tabacalera está ubicada en la plaza Periodista Arturo Arias, en pleno centro del casco viejo gijonés; Cimadevilla.

## Historia
Se trata de uno de los espacios con más historia de la ciudad, conteniendo en su área un aljibe de origen romano, su construcción como convento en el siglo XVII, su conversión a fábrica de tabacos y reapertura como centro social en el siglo XXI.

### Aljibe romano
En el patio del edificio histórico se halla un pozo o depósito de aguas del siglo III o IV cuadrangular de 6 metros de lado y 4 m de profundidad. El pozo sería abandonado sobre el siglo VIII y en el siglo XVII tapado por un derrumbe. La acumulación de materia natural y objetos cotidianos es de un gran interés arqueológico, hallándose vasijas, muebles (una silla), instrumentos agrícolas, cubos... Fue descubierto en las excavaciones arqueológicas del edificio desarrolladas entre 2006 y 2009 por el equipo de la arqueóloga Carmen Fernández Ochoa. En 2022 el aljibe recibió a visitantes a pesar de seguir el edificio en obras.

### Convento de las Agustinas Recoletas
El convento del Santísimo Sacramento y Purísima Concepción de Nuestra Señora de las Agustinas Recoletas surge a mediados del siglo XVII a instancias de la madre llanisca María de Santo Tomé (1600-1669) y originalmente se instaló en la Casa del Horno, ofrenda de la familia Jovellanos. La sede definitiva fue proyectado en 1668 el campo de la Atalaya, en donde en un gran rectángulo se albergaría la iglesia, la casa conventual y una huerta. Dirigieron las obras Ignacio de Palacio y Juan San Miguel. Se trata de un edificio de gran austeridad en la fachada, presentando únicamente vanos. La iglesia, fue terminada en 1684 y en 1733 se construye la tercera planta. De entre los restos arqueológicos hallados destacan tres maravedíes de cobre del reinado de Felipe III así como una pequeña fosa común en la iglesia con restos óseos. En este convento viviría Josefa Jovellanos, poeta en asturiano.
En 1842, debido a la desamortización de Mendizábal, las monjas fueron desalojadas. La orden se asentó entonces en el actual solar del Centro Comercial San Agustín, en El Centro. Este nuevo inmueble fue expropiado en la Guerra Civil y las Agustinas Recoletas se ubican desde 1947 en la plaza de Villamanín, parroquia de Somió.

### Fábrica de Tabacos

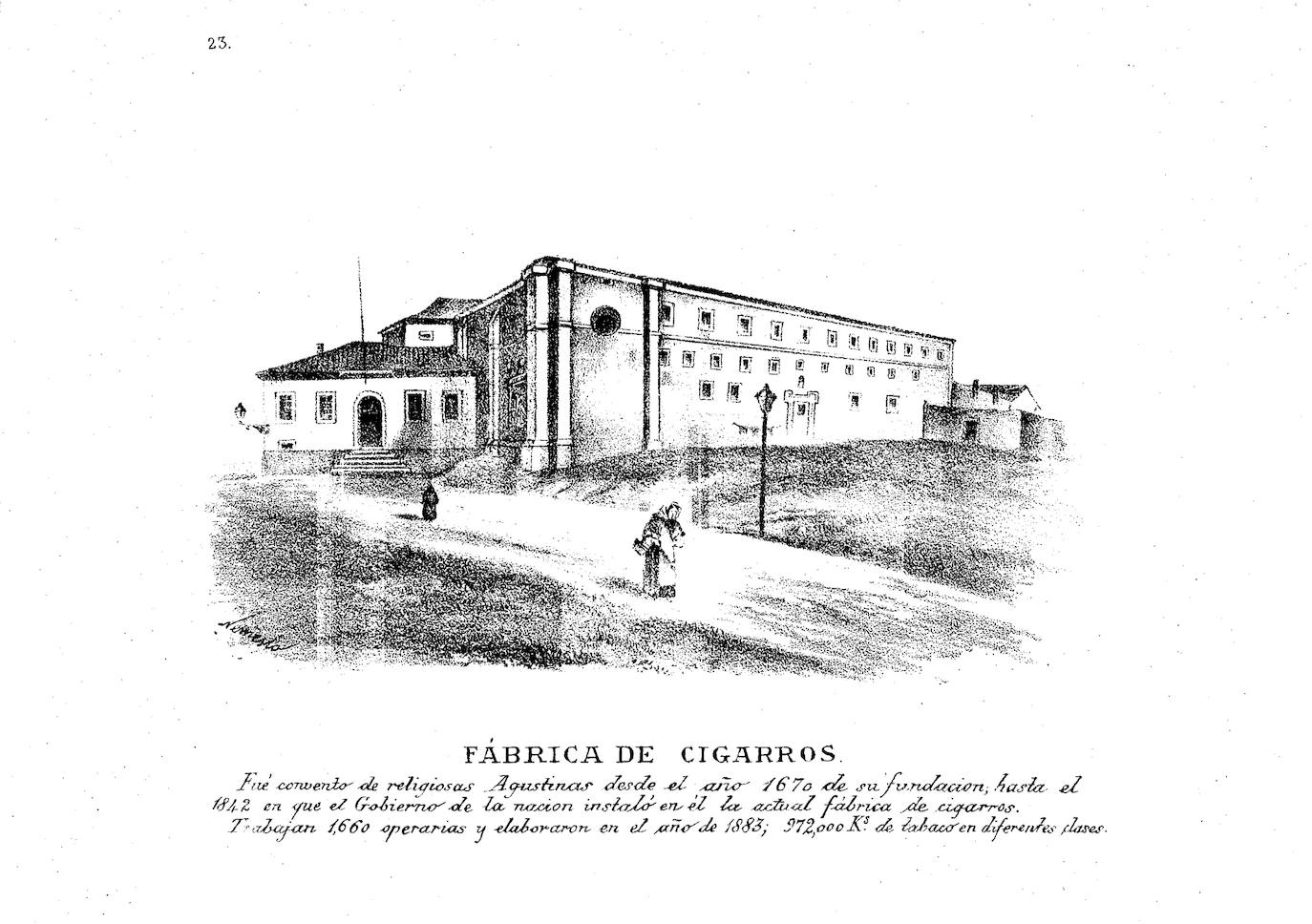
El edificio en el.

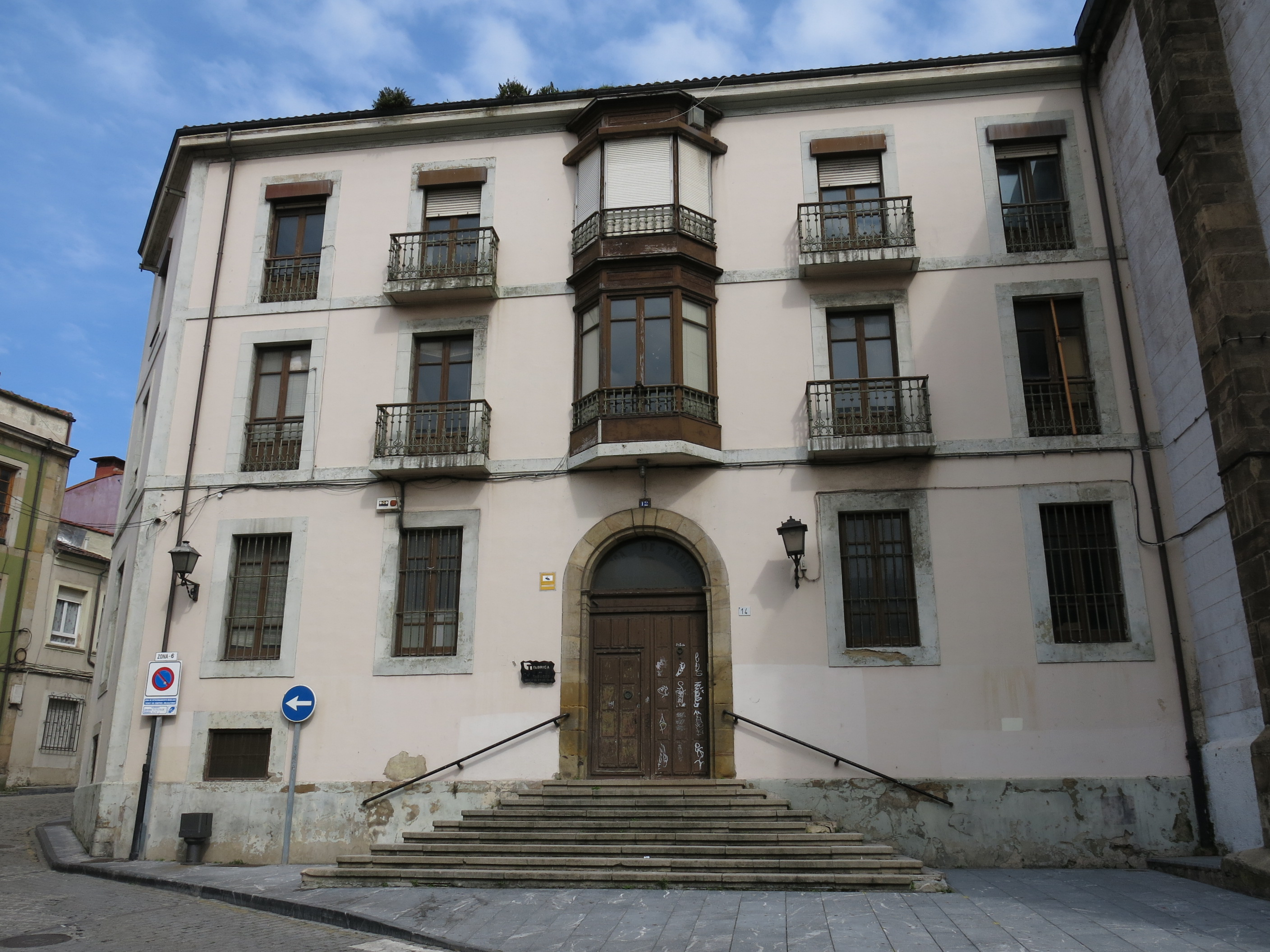
Antiguo edificio de la vicaría y posterior vivienda del director de la fábrica en 1928. Fotografiado en 2015.

Tras un intento que duró 40 días en 1822, en 1837 empieza a operar en el palacio de Valdés, actual colegio de Santo Ángel una fábrica de tabacos. Aprovechando la desamortización de Mendizábal de 1842, la fábrica se traslada al hasta entonces convento, modificando paulatinamente su fisonomía a un edificio industrial. De este modo, por ejemplo, la iglesia fue usada como almacén para el secado del tabaco y la vicaría como residencia del director en 1928. La fábrica sería cerrada el 31 de julio de 2002 por el Grupo Altadis, trasladando la producción a Santander y prejubilando a 252 trabajadoras.

#### Las cigarreras
La plantilla estaría formada por mujeres debido a que la fabricación del cigarro era un proceso manual que no disponía, en un inicio, de maquinaria industrial, por lo que se necesitaba una gran masa laboral barata. En 1890 se contabilizan a 1935 mujeres y 50 hombres trabajando en la fábrica, un número alto de operarios con relación a los menos de 40 000 habitantes de todo el municipio. El gran número de plantilla femenina desarrolló la figura de «cigarrera», de gran interés etnográfico y feminista por su implicación en el mundo laboral y en la lucha del movimiento obrero. En 1903 las cigarreras, (Les cigarreres en asturiano), convocaron la primera huelga femenina en Asturias, secundada por la fábrica textil de La Algodonera, de La Calzada y con plantilla femenina. En la fábrica convivían niñas con ancianas (al no existir jubilación alargaban al máximo su vida laboral) y se distribuían según especialización. Constituyeron una parte fundamental de la vida urbana del barrio de Cimadevilla.

### Espacio cultural

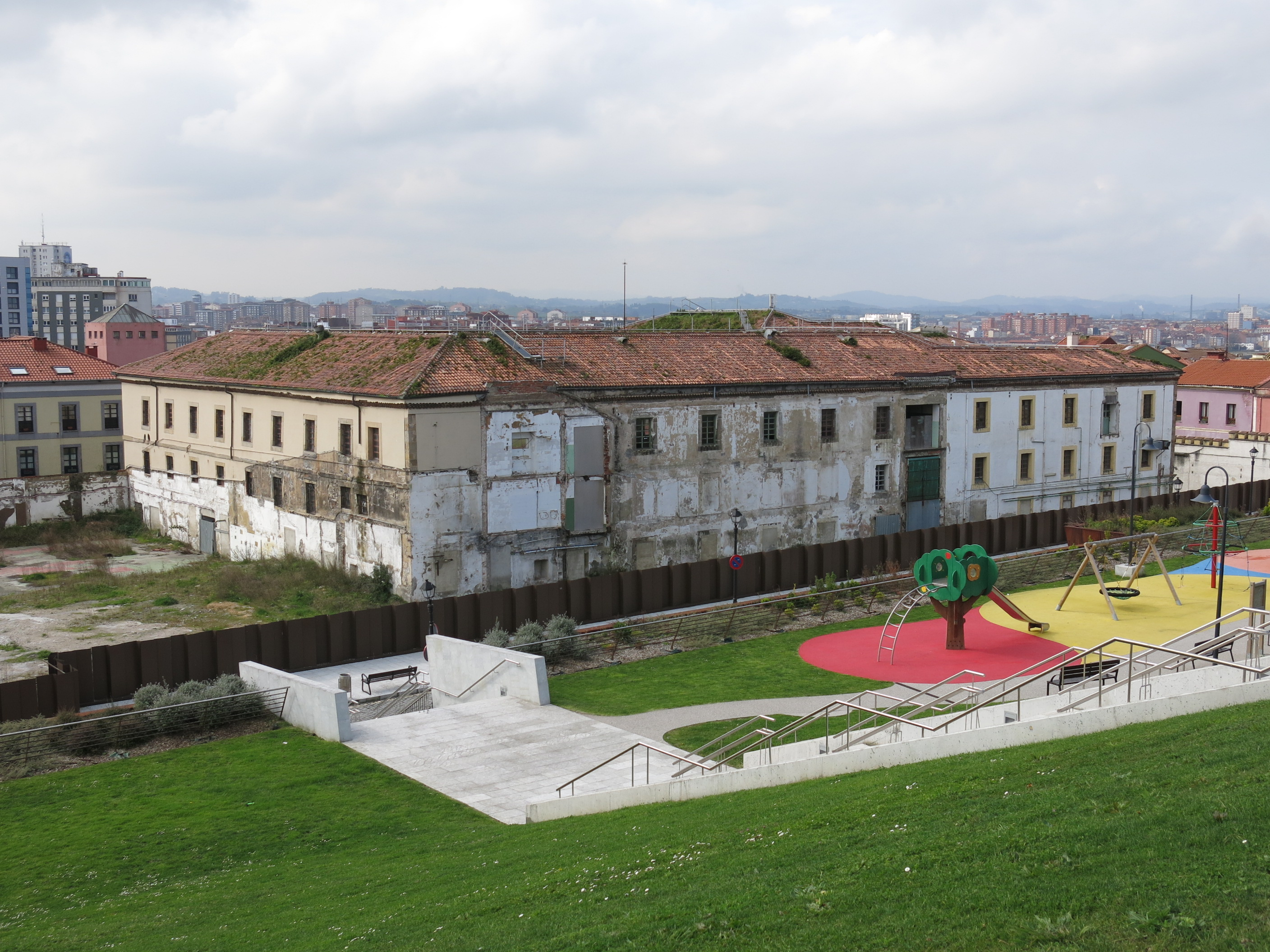
La fábrica presentaba un muy mal estado de conservación externo. Foto de 2015.

En 2016 comienza la primera fase de las obras, con el objetivo de consolidar la estructura, reconstruir el edificio de la vicaría y crear nuevos accesos. La rehabilitación del exterior concluyó en 2020, mismo año en el que se publica el plan de usos interiores del edificio. En 2022 el edificio recibió visitantes de manera esporádica en julio, agosto y septiembre. Tras iniciar otra fase a partir del verano de 2023, las obras prometen finalizar en 2027.

## Organización del centro cultural
El plan de usos presenta la distribución sociocultural en torno a tres edificios exiguos: el histórico y otros dos de nueva construcción.

### Edificio histórico
En las cinco plantas que presenta el antiguo edificio se albergarán las siguientes instalaciones:
- Planta sótano: Aquí estará grande parte de los fondos pictóricos del Ayuntamiento, constituyendo la mayor pinacoteca de la ciudad.

- Planta de acceso: Recepción e información al visitante.
- Planta baja:
  - Espacio expositivo orientado a explicar la historia de la ciudad dividida en Antigua, Moderna e Industrial.
  - Espacio escénico ubicado en la iglesia con para pequeñas actuaciones teatrales, musicales o de danza, incluyendo camerinos.
  - Espacio de acceso a la residencia de creación y de estancias comunes conformado por la antigua vicaría.
- Primera planta:
  - Espacios de trabajo y residencia de creación. Serán espacios destinados a facilitar el trabajo a artistas de toda índole.
  - Zona Joven: Espacio estancial y de ocio para adolescentes de entre 12 y 20 años.
- Segunda planta:
  - Espacios de trabajo para compañías de arte dramático.
  - Oficinas administrativas.

### Edificio de Nueva Planta 1
Edificio de nueva construcción al este del histórico que contará con 3 plantas con los siguientes usos:
- Planta de Acceso: Estará la entrada y un espacio destinado a la proyección de películas durante el Festival Internacional de Cine de Gijón.
- Planta Baja y Primera: Aquí estarán las oficinas del FICX y de FETEN.

### Edificio de Nueva Planta 2
Edificio de dos plantas al este del histórico y al norte del Edificio de Nueva Planta 1 que contará con los siguientes equipamientos:
- Planta Baja: Cafetería
- Planta Primera: Área orientada a la creación musical; albergará locales de ensayo y estudio de grabación.

## Plataforma ciudadana
En 2016 se crea la plataforma ciudadana «Tabacalera Gijón» para velar por el correcto avance del proyecto de rehabilitación y de que este sea beneficioso para el barrio.